# جونكو مايا
جونكو مايا (باليابانية: 真屋順子؛ بالكانا: まや じゅんこ) هي تارينتو وممثلة يابانية، ولدت في 8 يناير 1942 في هيتا في اليابان، وتوفيت في 28 ديسمبر 2017.

## وصلات خارجية
- جونكو مايا على موقع IMDb (الإنجليزية)